# کلبه‌ای در مه
کلبه ای در مه با نام قبلی می‌جان یک مجموعهٔ تلویزیونی ایرانی محصول سال ۱۳۹۹ به کارگردانی حسن لفافیان و تهیه‌کنندگی سعید پروینی است که از ۱۳ خرداد ۱۴۰۰ از شبکه سه پخش گردید و در ۲۹ تیر ۱۴۰۰ به پایان رسید. فیلم‌برداری آن از سال ۱۳۹۹ و پخش آن به صورت روزانه از خرداد ۱۴۰۰ آغاز شد. موسیقی تیتراژ کلبه‌ای در مه با صدای فریدون آسرایی و آهنگسازی بهنام کریمی و تنظیم امیر حسین اکبر شاهی و ترانه‌سرایی احمد امیرخلیلی صورت گرفت.
این سریال در ابتدا با نام می‌جان در اخبار منتشر شده بود که به دلیل شیوع بیماری کرونا عوامل و کارگردان این سریال تغییر کردند و نام این سریال نیز به کلبه‌ای در مه تغییر داده شد.

## خلاصه داستان
داستان این سریال حول اوایل انقلاب اسلامی می‌گذرد. این سریال دربارهٔ روستایی در گیلان است فردی زخمی و بدحال به آن جا می‌آید و میجان و نامادری‌اش تصمیم می‌گیرند جوان زخمی را در کلبه‌ای که کسی از وجود آن خبر ندارد مخفی کنند و بعد معلوم می‌شود آن جوان یک فرد فعال سیاسی است و مأموران ساواک به دنبال او هستند و اتفاقاتی پیرامون آن فرد اتفاق می‌افتد.

## بازیگران
- سام قریبیان درنقش برزو خان
- فرخ نعمتی درنقش خان بزرگ
- حسام محمودی درنقش دامون (امیر)
- رزیتا غفاری درنقش ناز بانو
- سید مهرداد ضیایی درنقش نادر
- آشا محرابی درنقش فرح (فرنگیس)
- مریم بوبانی درنقش تایه
- حمید ابراهیمی درنقش سیروس
- شیوا ابراهیمی درنقش ماه‌گل
- سودابه بیضایی درنقش شیرین
- سیاوش چراغی‌پور درنقش طبیب
- خشایار راد درنقش سروان ثابتی
- رضا جوشنی درنقش خلیل
- رؤیا حسینی درنقش می‌جان
- محبوبه اسدی درنقش گل‌صنم
- مهرنوش مقیمی درنقش صغری
- یاسمن جعفری درنقش نسیبه
- ساقی زینتی درنقش رمال
- فریده دریامج درنقش ملوک دلاک

## اشتباه تاریخی
یکی از اشتباهات تاریخی این سریال القای خواسته یا ناخواسته این فکر است که پیروزی انقلاب اسلامی، پایانی است بر دوره خان‌خانی. در صورتیکه ترک برداشتن دژ قدرت و نفوذ نظام ارباب‌رعیتی به وقوع انقلاب سفید و اصلاحات ارضی برمی‌گشت و پیوندی با انقلاب اسلامی نداشت. چنین اشتباهی در سریال پس از باران رخ نداده بود چرا که در آن سریال اشاره‌ای به امتداد دوره قدرت خان‌ها تا زمان پیروزی انقلاب اسلامی نشده بود.